# Azeta hypopyrina
Azeta hypopyrina är en fjärilsart som beskrevs av Felder 1874. Azeta hypopyrina ingår i släktet Azeta och familjen nattflyn. Inga underarter finns listade i Catalogue of Life.